# جينس دونالد
جينس دونالد (بالإنجليزية: James Donald)‏ (و. 1917 – 1993 م) هو ممثل مسرحي، وممثل أفلام، وممثل تلفزي بريطاني، ولد في أبردين، توفي في ويلتشاير، عن عمر يناهز 76 عاماً، بسبب سرطان المعدة.

## التعليم
تعلم في Rossall School ‏
.

## وصلات خارجية
- جينس دونالد على موقع IMDb (الإنجليزية)
- جينس دونالد على موقع ألو سيني (الفرنسية)
- جينس دونالد على موقع أول موفي (الإنجليزية)
- جينس دونالد على موقع قاعدة بيانات برودواي على الإنترنت (الإنجليزية)
- جينس دونالد على موقع قاعدة بيانات الأفلام السويدية (السويدية)
- جينس دونالد على موقع إن إن دي بي (الإنجليزية)
- جينس دونالد على موقع قاعدة بيانات الفيلم (الإنجليزية)
- جينس دونالد على موقع كينوبويسك (الروسية)